# Neophylax ayanus
Neophylax ayanus är en nattsländeart som beskrevs av Ross 1938. Neophylax ayanus ingår i släktet Neophylax och familjen Uenoidae. Inga underarter finns listade i Catalogue of Life.